# Guadua macrospiculata
Espèce
Guadua macrospiculata est une espèce de plantes monocotylédones de la famille des Poaceae (graminées), sous-famille des Bambusoideae, originaire des régions tropicales d'Amérique. Ce sont des bambous vivaces, rhizomateux, cespiteux, de grande taille, dont les chaumes grimpants et retombants au sommet, et munis d'épines racinaires au niveau des nœuds, peuvent atteindre 15 mètres de haut et 40 mm de diamètre.